# Migrasomy
Migrasomy – organella komórkowe, rodzaj pęcherzyków zewnątrzkomórkowych okrytych pojedynczą błoną.
Migrasomy są wytwarzane przez poruszające się komórki podczas procesu zwanego migracytozą. Przesuwająca się komórka pozostawia za sobą włókna, na których po kilkudziesięciu minutach tworzą się pęcherzyki. Pęcherzyki początkowo dość szybko rosną, po czym ich rozmiar stabilizuje się. Następnie z cytoplazmy do migrasomów przesyłana jest różna treść. Podczas kurczenia się włókien przyczepione dzięki integrynom do macierzy pozakomórkowej migrasomy odrywają się i pozostają na swoim miejscu. Następnie albo zostają wchłonięte przez kolejne poruszające się komórki, albo się rozpływają. W badaniu, podczas którego odkryto migrasomy, ich średni czas istnienia wynosił ok. 400 minut.
Migrasomy są stosunkowo dużymi pęcherzykami zewnątrzkomórkowymi, osiągając rozmiary 400–3000 nm. Oznacza to, że są z reguły większe od typowych egzosomów, a mniejsze od onkosomów i ciałek apoptotycznych. Z reguły mają zarys owalny. Same zawierają wewnątrz mniejsze pęcherzyki, zwykle po kilka, ale czasem do 300. W odróżnieniu od niektórych innych typów pęcherzyków zewnątrzkomórkowych okryte są tylko jedną błoną cytoplazmatyczną, prawdopodobnie pochodzącą z błony włókien pozostawianych z tyłu migrującej komórki, a nie z fuzji błon mniejszych pęcherzyków.
Migrasomy są wytwarzane przez różnego typu komórki, w tym rakowe oraz z kultur tkankowych. Dotychczas stwierdzano je u kręgowców (człowiek, mysz, szczur, danio pręgowany). Ze względu na zewnątrzkomórkowe występowanie stwierdzane są m.in. w płynach ustrojowych.
Migrasomy są wytwarzane m.in. przez komórki gastruli. Zawierają one morfogeny i przyciągają na drodze chemotaksji odpowiednie komórki, kształtując organogenezę. Migrasomy mogą być przekazywane między sąsiadującymi komórkami. Niektóre zawierają mRNA lub białka stymulujące  do podziału komórki, które by wchłonęły migrasom. Uwalnianie migrasomów zawierających fragmenty mitochondriów jest sposobem komórki na pozbycie się tych organelli, gdy stały się niefunkcjonalne.
Migrasomy odkrył i nazwał w 2014 roku zespół naukowców z Uniwersytetu Tsinghua pod kierownictwem Li Yu. Ze względu na obecność licznych pęcherzyków ich obraz przypomina owoc granatu i roboczo określane były jako pomegranate-like structures (PLS). Obserwowano je już wcześniej, ale uważano, że są ubocznymi pozostałościami po wędrującej komórce.